# EG-Verordnung zur Einfuhr von Karamelbonbons
Die fiktive, angeblich 25.911 oder 26.911 Wörter umfassende EG-Verordnung zur Einfuhr von Karamelbonbons stammt aus einem Zitat des Unternehmers Alwin Münchmeyer aus dem Jahr 1974, später übernommen von Franz Josef Strauß, und wurde von Bodo H. Hauser und Ulrich Kienzle neu aufgelegt.

Alwin Münchmeyer, damals Präsident des Bundesverbandes deutscher Banken, wird im SPIEGEL 29/1974 mit den Worten zitiert: 

„Das Vaterunser hat 56 Wörter, die Zehn Gebote haben 297 und die amerikanische Unabhängigkeitserklärung 300. Aber eine Verordnung der EWG-Kommission über den Import von Karamellen und Karamelprodukten zieht sich über 26 911 Wörter hin.“

Der bayerische CSU-Politiker Thomas Goppel wird mit den Worten zitiert:  

„Die haben eine Karamelverordnung gemacht, die hat 25.911 Worte. Da hat man das Karamel schon 3000 mal gelutscht, bis man die Verordnung gelesen hat.“

Goppel übernimmt damit die Zahl 25.911 aus einem Zitat von Franz Josef Strauß aus dem Jahr 1986, mit dem er die Bürokratie der EG anprangern wollte: 

„Die Zehn Gebote enthalten 279 Wörter, die amerikanische Unabhängigkeitserklärung 300, die Verordnung der Europäischen Gemeinschaft über den Import von Karamelbonbons aber exakt 25.911!“

In diesen Zitaten stimmt jedoch nur die Wortzahl der Zehn Gebote einigermaßen (110 Wörter inklusive 30 Wörter für die Überschriften). Die amerikanische Unabhängigkeitserklärung hat tatsächlich (ohne Unterschriften) über 1.300 Wörter.
Das von Bodo H. Hauser und Ulrich Kienzle gemeinsam mit Stephan Reichenberger zur Sendung Frontal verfasste Buch Noch Fragen, Kienzle? Ja, Hauser! veröffentlichte das Zitat als ironisch gemeinte Bemerkung über ein besonders umfangreiches, aber überflüssiges Gesetz. Nach Recherchen Hausers gab es Anfang der 1970er Jahre tatsächlich Überlegungen zu einer solchen Verordnung, sie wurde jedoch bis heute nicht realisiert. Nach der seit 1985 auf europäischer Ebene verfolgten Konzeption der Produktregulierung wird eine derartige Verordnung der EU auch nicht erlassen werden.
Seitdem wird der Vergleich als angeblicher Beleg für wuchernde EU-Bürokratie immer wieder von deutschen Medien aufgegriffen, z. B. in Süddeutscher Zeitung, Spiegel Online und Financial Times Deutschland, wie auch von Autoren wie Peter Hahne.

## Abwandlungen
In Zitatensammlungen und im Netz kursiert ein abgewandelter Satz, der dem CSU-Politiker Erwin Huber zugeschrieben wird: 

„Der Satz des Pythagoras umfasst 24 Worte, das Archimedische Prinzip 67, die Zehn Gebote 179, die amerikanische Unabhängigkeitserklärung 300 – und allein Paragraf 19a des deutschen Einkommensteuergesetzes 1862 Worte.“

Anders als beim Ausspruch über die angebliche Karamellverordnung existierte §19a des Einkommensteuergesetz (Überlassung von Vermögensbeteiligungen an Arbeitnehmer) tatsächlich, ist aber mittlerweile abgeschafft. Die anderen Angaben können aber wie oben kritisiert werden: Die beiden mathematischen Sätze kann man auf unterschiedliche Art und Weise in Text fassen, zu den zehn Geboten gibt es ebenfalls unterschiedliche Fassungen und Übersetzungen aus dem Hebräischen, und die amerikanische Unabhängigkeitserklärung ist bedeutend länger.